# Da Internz
Da Internz é um duo de produtores musicais norte-americanos formado por Marcos "Kosine On Da Beat" Palacios e  Ernest "Tuo" Clark. Ficaram conhecidos após produzirem canções para Rihanna, Big Sean e Trey Songz.